# Jasmin Salihović
Jasmin Salihović (rođen 18. februara 1980) je bivši trkač na srednje staze, iz Republike Srpske, koji se specijalizovao za trke na 800 metara. Predstavljao je Bosnu i Hercegovinu na Letnjim olimpijskim igrama 2004. godine.

## Rani život
Jasmin je rođen u Skelanima 1980. godine. Po izbijanju rata u Bosni 1992, u 12. godini, seli se sa porodicom u Makedoniju, 1993. godine. Već naredne godine doseljavaju se u Tuzlu. Nakon povlačenja iz profesionalnog sporta, vraća se da živi u Skelanima.

## Trkačka karijera
Jasmin Salihović se prvi put pojavio na velikom takmičenju kada je trčao 800 metara kod muškaraca na Evropskom atletskom prvenstvu u dvorani 2002. godine, završivši kao pretposlednji od svih trkača koji su završili trku. Na 800 metara u muškoj kategoriji na Svetskom prvenstvu u atletici 2003. godine, Salihović je zabeležio lično najbolje vreme od 1:48,10. Godinu dana kasnije, Jasmin je postao prvi takmičar iz Bosne i Hercegovine koji je nakon raspada Jugoslavije istrčao trku na srednje daljine na Olimpijskim igrama 2004. godine. On je tada trčao na 800 metara kod muškaraca. Međutim, nije pobedio svoje najbolje vreme, zabeleživši rezultat od 1:49,59 (min: sek).